# Rhomphaea palmarensis
Rhomphaea palmarensis là một loài nhện trong họ Theridiidae.
Loài này thuộc chi Rhomphaea. Rhomphaea palmarensis được miêu tả năm 1996 bởi José Valentín Herrera González & Carmen.